# ГЕС Hol III
ГЕС Hol III - гідроелектростанція у південній частині Норвегії, за 140 км на північний захід від Осло. Знаходячись після ГЕС Hol II, становить нижній ступінь однієї з двох верхніх гілок каскаду на річково-озерному ланцюжку Hallingdalsvassdraget, основну ланку якого складає річка Hallingdalselva, котра впадає праворуч у Драмменсельву (дренується до Drammensfjorden – затоки Осло-фіорду).

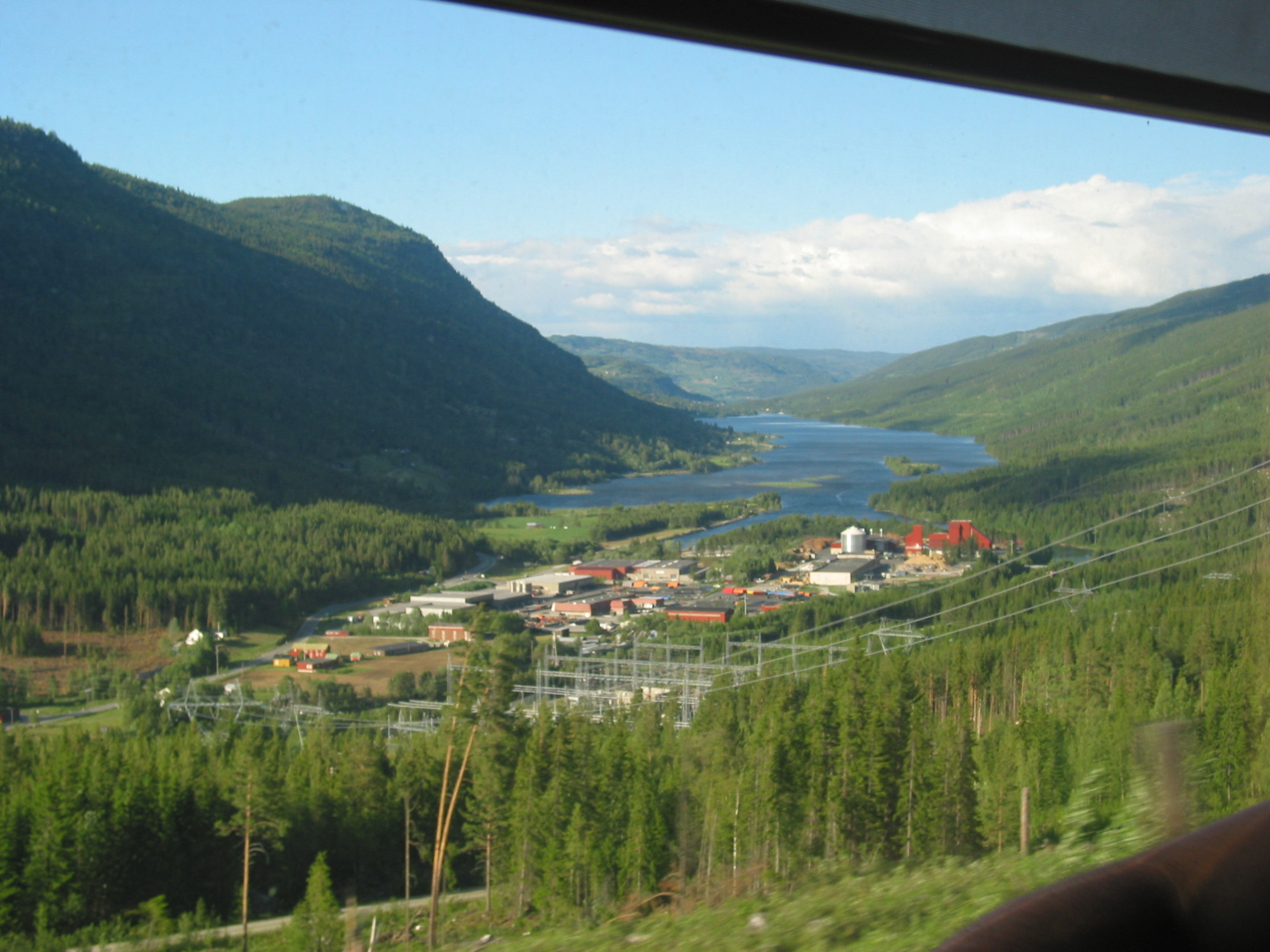
Вид на нижній б'єф - озеро Strandafjorden. Машинний зал Hol III розташований у гірському масиві ліворуч

Забір ресурсу для роботи станції відбувається з озера Holsfjorden, розташованого на Holselva, лівій притоці Усти (після озера Strandafjorden переходить у Hallingdalselva). При цьому Holsfjorden регулюється в діапазоні лише 0,75 метра та має корисний об’єм 0,9 млн м3, тому не може розглядатись як повноцінне водосховище (в той же час, вище по сточищу для ГЕС Hol I створена система резервуарів загальною ємністю 870 млн м3). 
Дериваційний тунель станції довжиною 3,75 км прямує по лівобережжю спершу Holselva, а потім Усти до підземного машинного залу. Останній обладнали двома турбінами типу Френсіс потужністю по 30 МВт, які при напорі у 98 метрів забезпечують виробництво 228 млн кВт-год електроенергії на рік.
Відпрацьована вода по відвідному тунелю довжиною дещо менше за 1 км потрапляє до згаданого вище Strandafjorden (можливо відзначити, що туди ж через ГЕС Уста надходить ресурс з іншої верхньої гілки каскаду у сточищі Hallingdalsvassdraget).
Для видачі продукції напругу підіймають до 300 кВ.